# San Juan en Patmos (El Bosco)
San Juan en Patmos es un cuadro del pintor flamenco El Bosco, ejecutado en óleo sobre tabla de roble que mide 63 centímetros de alto por 43,5 cm de ancho. Se encuentra en el Staatliche Museen de Berlín (Alemania).
Como el resto de la producción del Bosco, no hay unanimidad en cuanto a su datación. Unos proponen el periodo 1490-1500, otros señalan el periodo 1504-1505 (Cinotti). Actualmente se señala hacia 1489 o después, a partir de análisis dendrocronológico.
Según algunos autores (Baldass, Koldeweij) esta pintura forma una pareja con San Juan Bautista en meditación que está en el Museo Lázaro Galdiano de Madrid. Serían las alas laterales de un retablo perdido, realizado para la Hermandad de Nuestra Señora, en la catedral de San Juan de Bolduque. Los dos santos Juanes eran los patronos de la catedral. Además, la Hermandad tenía como emblema la visión de san Juan en Patmos. San Juan en Patmos sería el postigo derecho.
Estuvo en la colección W. Fuller Maitland de Londres. Fue comprada en Inglaterra en 1907, y desde entonces está en Alemania.
Son las primeras pinturas llamadas «meditativas», en las que el santo está inmerso en un paisaje idílico, con tonos cristalinos que recuerdan a la pintura de Giorgione. El fondo está dominado por un río en el que arde un barco. A lo lejos se representa una ciudad, que se ha creído identificar con Nimega.
San Juan Evangelista está sentado, escribiendo, y se detiene un momento, alzando la mirada hacia una visión: la Virgen con el Niño, dentro de un disco solar, en el cielo. Se la señala un ángel azulado, con alas vegetales-minerales. En la parte inferior a la derecha hay un diablo en forma de grillo con cabeza humana, con gafas, alas y cola de escorpión. Tiene un rastrillo con el que quiere apoderarse de la pluma del santo.
Larsen encuentra parecidos entre esta pintura y una estampa de Martin Schongauer y un cuadro de Dirk Bouts sobre el mismo tema.
En el reverso de esta pintura hay otra, un círculo en grisalla, casi monocromo, titulado Historias de la Pasión. En el centro hay una imagen del pelícano como animal que alimenta a sus hijos con su propia carne, símbolo del sacrificio de Jesucristo; alrededor se han pintado escenas de la Pasión. El estar pintado también por el reverso es típico de las puertas de los polípticos.